# Награда „Душан Васиљев”
Награда „Душан Васиљев” додељује се за најбољу књигу поезије или прозе у циљу афирмације савремене српске књижевности и као сећање и израз поштовања према делу кикиндског песника и писца Душана Васиљева. Награду додељује Град Кикинда. 

## Историјат

### Одлука о успостављању награде
Одлуком Културно,просветне заједнице Кикинде 1997. године основана је Награда „Душан Васиљев” као сећање на дело и значај песника који је рођен у Кикинди 1900. године, јуна месеца. Васиљев је живео само 24 године, постигавши да буде један од најзначајнијих српских модерних песника, тј. песника експресионистичке идеологије. 

### Награда у периоду од 1997. до 2001.
До 2001. године награда је додељивана на општинском нивоу, ствараоцима у култури уопште, од доприноса у фолклору, позоришту, аматеризму до заслуга у књижевности.
Награда од 1997. године валоризује доприносе савремене поезије и прозе на целокупном српском језичком простору, тј. оних жанрова које је заступао сам писац.

### Награда у периоду од 2009.
После прекида од неколико година одлуком Скупштине општине Кикинда награда је поново успостављена 2009. године. По новом Правилнику награда се додељује за најбољу песничку или прозну књигу савременог аутора која је објављена на српском језику у периоду између две доделе. Награда се састоји од новчаног износа и Дипломе.

## Добитници

### Од 1997. до 2001.
- 1997 — Јован Зивлак, за целокупно песничко дело.
- 1998 — Стеван Раичковић, за целокупно песничко дело.
- 1999 — Јовица Аћин, за приповедачки опус.
- 2000 — Милорад Павић, за приповедачки опус.
- 2001 — није додељена због недостатка средстава
- 2002 — Ђорђе Николић, за целокупно песничко дело.[2]
- 2003 — Љубомир Симовић, за целокупно песничко дело.[3]

### Од 2009.
- 2009 — Милисав Савић, за књигу Римски дневник, приче и један роман.[4]
- 2010 — Гојко Тешић, за књигу Српска књижевна авангарда.[5]
- 2011 — Ранко Рисојевић, за књигу Господска улица.[6]
- 2012 — Фрања Петриновић, за књигу Алмашки кружиоци лечених месечара.[7]
- 2013 — Драго Кекановић, за роман Вепрово срце.[8]
- 2014 — Стеван Тонтић, за књигу песама Свакодневни смак свијета.[9]
- 2015 — Давид Албахари, за роман Животињско царство.[10]
- 2016 — Звонко Карановић, за песничку збирку Златно доба.[11]
- 2017 — Светислав Басара, за роман Андрићева лествица ужаса.[12]
- 2018 — Радослав Петковић, за књигу есеја Колумбово јаје.[13]
- 2019 — Мића Вујичић, за роман Унутрашњост.[14]
- 2020 — Маша Сеничић, за књигу поезије Повремена попут викенд-насеља.[15]
- 2021 — Драгана Младеновић, за књигу поезије Femicid i druge pesme, Културни центар Новог Сада 2020.[16]
- 2022 — Лазар Павловић, за роман Priče o Adamu, PPM Enklava, 2021.[17]
- 2023 — Селимир Радуловић, за књигу „У царству ветрова арамејских”.[18]
- 2024 — Милан Мицић, за књигу Чудо у Банату.[19]
- 2025 — Ненад Шапоња, за књигу песама Срећна вода; Симон Грабовац, за књигу песама Пропланак.[20]